# Ockrabröstad amadin
Ockrabröstad amadin (Erythrura hyperythra) är en fågel i familjen astrilder inom ordningen tättingar.

## Utseende
Ockrabröstad amadin är en mycket vacker finkliknande fågel. Den har smaragdgrön rygg och ljusorange undersida från ansiktet ner till övre delen av buken. På pannan syns en himmelsblå fläck som är mycket större hos hanen än hos honan.

## Utbredning och systematik
Ockrabröstad amadin delas in i sex underarter med följande utbredning:
- Erythrura hyperythra malayana – bergstrakter på Malackahalvön
- Erythrura hyperythra brunneiventris – Filippinerna (bergsskogar på Luzon och Mindoro)
- Erythrura hyperythra borneensis – Borneo (Sarawak och Sabah)
- Erythrura hyperythra microrhyncha – bergsskogar på Sulawesi
- Erythrura hyperythra hyperythra – bergsskogar på Java
- Erythrura hyperythra intermedia – västra delarna av Små Sundaöarna (Lombok, Sumbawa och Flores)

## Levnadssätt
Trots sina vackra färger är ockrabröstad amadin sällan sedd – den är både ovanlig och har ett tillbakadraget levnadssätt. Den hittas i bergsskogar och skogsbryn, ofta i närheten av bambu.

## Status
Arten har ett stort utbredningsområde och beståndet anses stabilt. Internationella naturvårdsunionen IUCN listar den därför som livskraftig (LC).